# Człopa
Człopa ['ʈ͡ʂwɔpa] (deutsch Schloppe) ist eine Stadt in der polnischen Woiwodschaft Westpommern. Sie gehört zum Powiat Wałecki (Kreis Deutsch Krone) und hat etwa 2400 Einwohner. Die Stadt ist Hauptsitz der gleichnamigen Stadt- und Landgemeinde (Gmina).

## Geographische Lage
Die Stadt liegt in der historischen Region Westpreußen in einer 600 Meter breiten und von 20 Meter hohen Abhängen gesäumten Talsohle, durch die das Flüsschen Dessel (Cieszynka) fließt, etwa 32 Kilometer südwestlich von Deutsch Krone (Wałcz) und 108 Kilometer südöstlich von Stettin.
In nächster Nähe verläuft eine Seenkette, die zur sich nach Westen hinziehenden Kroner Seenplatte gehört. Dort liegt auch ein etwa 10 Kilometer entferntes Landschaftsschutzgebiet. 

## Geschichte

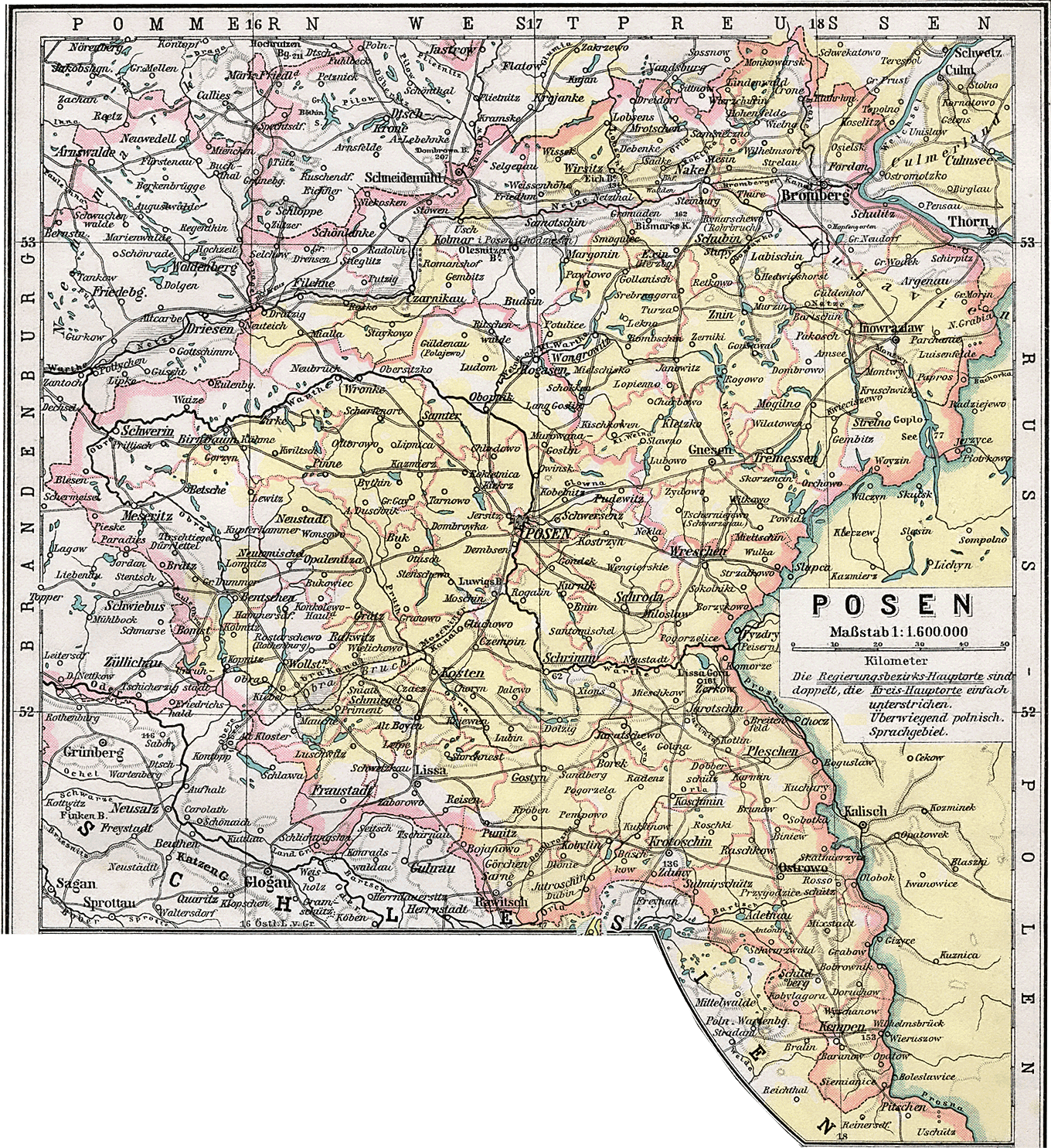
Schloppe westlich der Stadt Schneidemühl – siehe obere Bildhälfte – auf einer Landkarte der Provinz Posen von 1905 (gelb markierte Flächen kennzeichnen Gebiete mit seinerzeit mehrheitlich polnischsprachiger Bevölkerung).

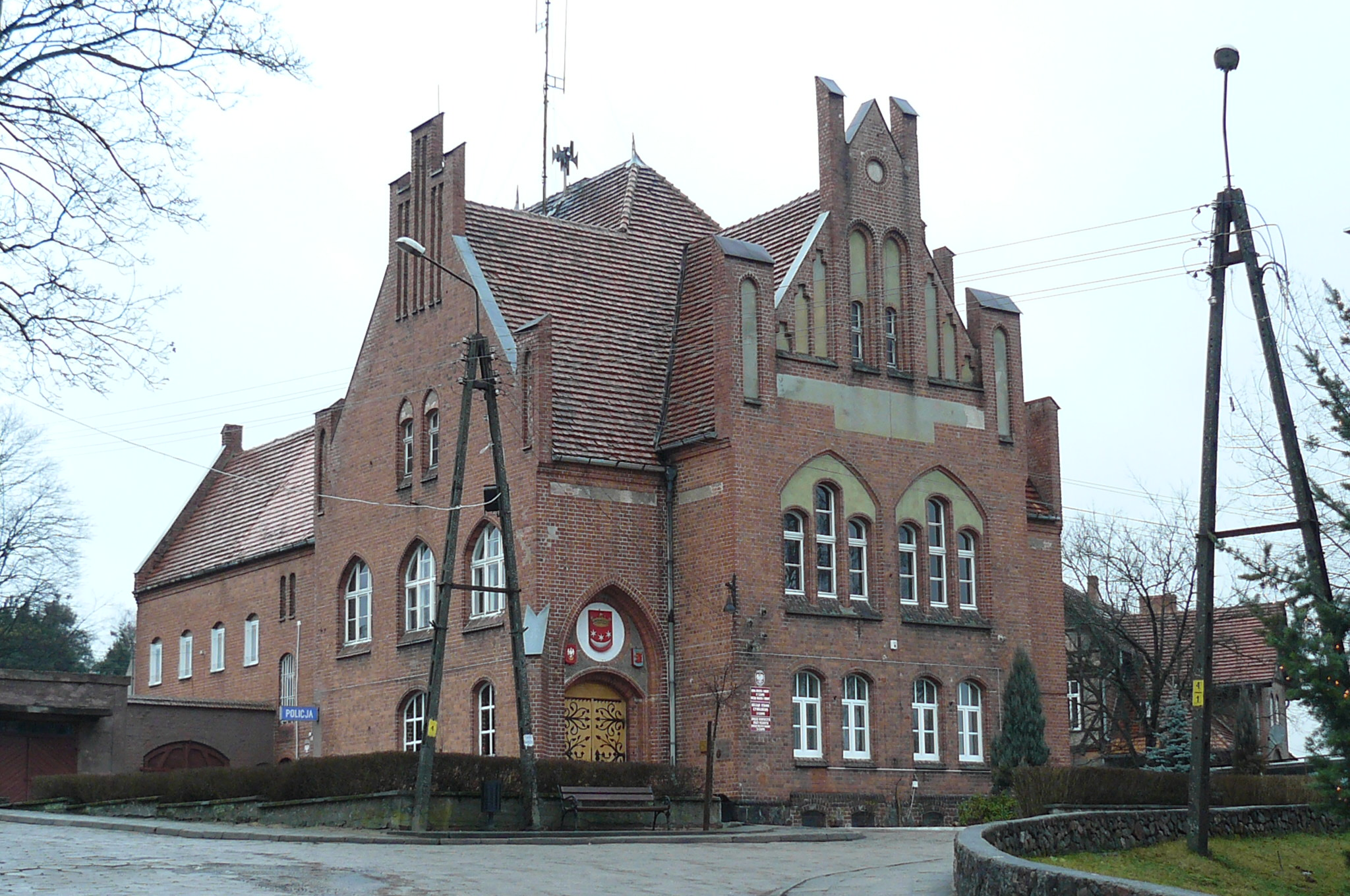
Ehemaliges Amtsgericht von Schloppe

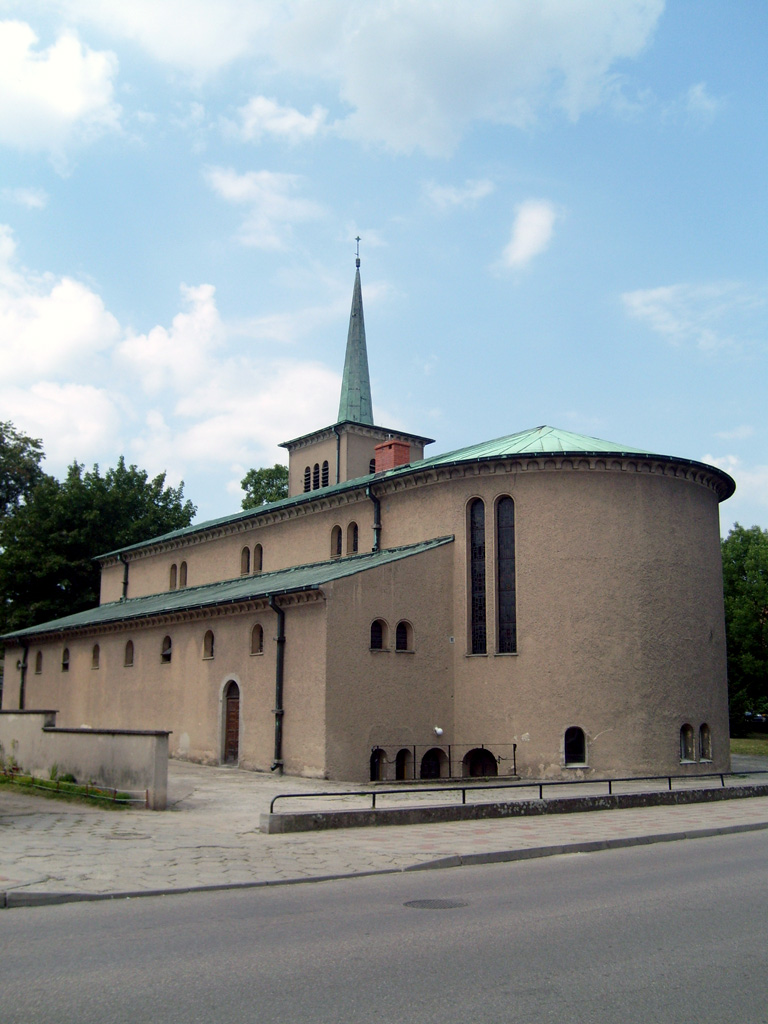
Kirchengebäude

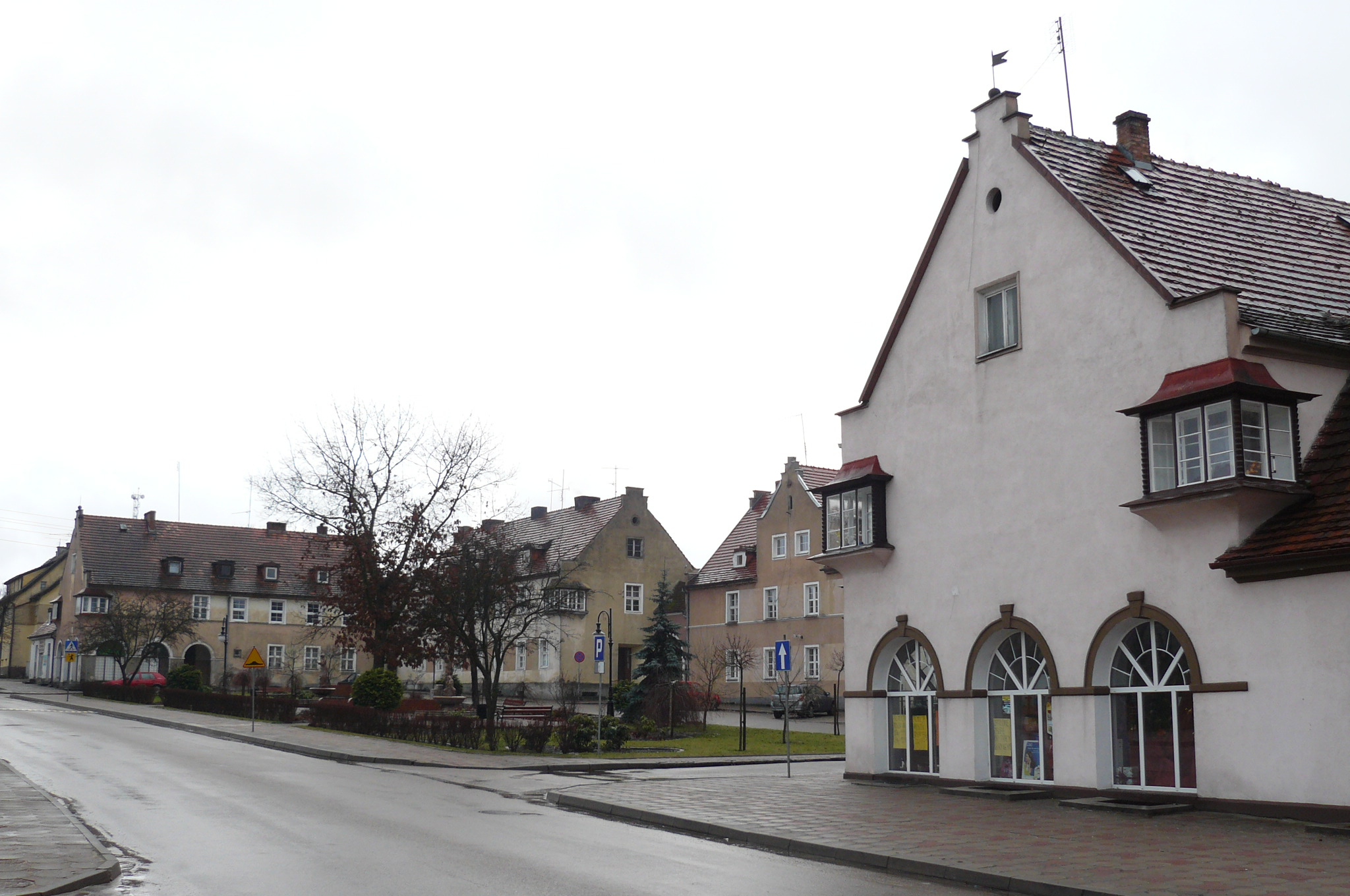
Straßenzug in Schloppe

Die Ortschaft entstand an einer Stelle, an der sich bereits Anfang des 11. Jahrhunderts ein Burgwall für einen slawischen Häuptlingssitz befand. In einem schriftlichen Zeugnis des Jahres 1245 wird erstmals der Flecken Schloppe erwähnt. Die Bezeichnung Stadt taucht zum ersten Mal in der Urkunde auf, mit der die Adelsfamilie von Wedell als Lehnsherr eingesetzt wird. Um diese Zeit wurde die bisherige polnische Landesherrschaft von den brandenburgischen Askaniern abgelöst, doch 1368 überließ Markgraf Otto der Faule das Schlopper Land wieder den Polen. Neue Lehnsherren wurden die Czarnkowskis, Raubritter, die bis in das 15. Jahrhundert hinein von Schloppe aus Raubzüge in die brandenburgische Gebiete starteten. 
Der protestantische Glaube wurde 1555 von der Mehrheit der Schlopper Bürger angenommen. Die von den polnischen Herrschern initiierte Gegenreformation entriss ihnen jedoch 1618 die Stadtkirche wieder zugunsten der katholisch gebliebenen Einwohner. Die Kirche fiel 1637 einem Stadtbrand zum Opfer und wurde erst 1660 wieder aufgebaut. Bis zum Ende der polnischen Herrschaft war Schloppe Zollstation. 1739 und 1765 wurden bei erneuten Stadtbränden weite Teile des Ortes vernichtet.
Durch Artikel V des Warschauer Vertrags von 1773 wurde Schloppe eine preußische Stadt. Preußenkönig Friedrich Wilhelm II. erwarb 1791 die Stadtherrschaft und überließ sie seiner Mätresse Gräfin Lichtenau. Er finanzierte den Wiederaufbau der Stadt, machte aber zur Auflage, die Straßen geometrisch anzulegen und einen breiten Marktplatz zu bauen. 1806 eroberte Napoleon die Stadt. Am Markt wurde 1826 die evangelische Kirche errichtet. Mit der Kreisreform von 1815 wurde Schloppe in den Kreis Deutsch Krone im westpreußischen Regierungsbezirk Marienwerder eingegliedert. Von der seit 1848 im Kreisgebiet grassierenden Choleraepidemie blieb Schloppe bis auf einen Todesfall weitgehend verschont.
Am Anfang des 20. Jahrhunderts hatte Schloppe eine evangelische Kirche, eine katholische Kirche, eine Synagoge, ein Amtsgericht, eine Oberförsterei, Kartoffelstärkefabrikation, Färbereibetriebe, Bierbrauereien und Holzschneidemühlen. Zwischen 1899 und 1904 wurden die Kleinbahnstrecken nach Kreuz und nach Deutsch Krone gebaut, die zur Ansiedlung mehrerer Gewerbebetriebe führten, wie z. B. eines Sägewerks und einer Maschinenfabrik. 
Der Verlust der Provinzen Posen und Westpreußen nach dem Ersten Weltkrieg führte dazu, dass viele Bewohner dieser Gebiete nach Schloppe zogen. Dadurch entstand an der Straße zum Bahnhof die neue Vorstadtsiedlung. Ab 1922 gehörte Schloppe verwaltungsmäßig zur neu gebildeten Provinz Grenzmark Posen-Westpreußen und kam nach deren Auflösung 1938 zu Pommern. Die Stadt lebte hauptsächlich vom Handwerk und Handel und der Tuchmacherei. Überregional bekannt wurde sie durch die Schlopper Märkte, insbesondere durch die Pferdemärkte. 
Um 1930 hatte Schloppe zehn Wohnstätten:
- Annaberg
- Bahnhof Schloppe
- Forsthaus Chausseehaus
- Forsthaus Schloppe
- Forstsekretärgehöft Schutzwald
- Friedrichsmühl
- Gramsthal
- Königsthal
- Schloppe
- Werthsburg

Im Jahr 1945 gehörte die Stadt Schloppe zum Kreis Deutsch Krone im Regierungsbezirk Grenzmark Posen-Westpreußen der preußischen Provinz Pommern des Deutschen Reichs.
Im Zweiten Weltkrieg kämpften vom 29. Januar bis 3. Februar 1945 deutsche und sowjetische Verbände um die Stadt. Nach der Einnahme durch die Rote Armee setzten deren Soldaten die Altstadt in Brand, so dass am Ende nur noch die Bahnhofsvorstadt erhalten blieb. Im März/April 1945 unterstellte die Rote Armee die Stadt der Verwaltung der Volksrepublik Polen. Diese vertrieb in der Folgezeit die Einwohner und besiedelte den umbenannten Ort mit Polen.

## Demographie
| Jahr | Einwohner | Anmerkungen |
| ---- | --------- | --- |
| 1783 | 1018      | davon 230 Juden |
| 1802 | 1150      | [ 6 ] |
| 1810 | 1218      | [ 6 ] |
| 1816 | 1293      | davon 931 Evangelische, 79 Katholiken und 283 Juden                                                                            |
| 1821 | 1392      | [ 6 ] |
| 1831 | 1519      | [ 7 ] |
| 1839 | 1569      | davon 1158 Evangelische, 100 Katholiken und 311 Juden                                                                          |
| 1854 | 1780      | [ 2 ] |
| 1864 | 2043      | darunter 1657 Evangelische und 133 Katholiken                                                                                  |
| 1875 | 1943      | [ 9 ] |
| 1880 | 2156      | [ 9 ] |
| 1900 | 2228      | |
| 1905 | 2130      | meist Evangelische |
| 1910 | 1957      | am 1. Dezember, darunter 1441 Evangelische, 462 Katholiken und 52 Juden; 18 Einwohner mit polnischer Muttersprache             |
| 1925 | 2429      | davon 1764 Evangelische, 570 Katholiken, 51 Juden, ein Einwohner ohne religiöses Bekenntnis und 43 ohne Angaben zur Konfession |
| 1933 | 2856      | [ 9 ] |
| 1939 | 2988      | [ 9 ] |

| Jahr      | 1963 | 2010 |
| --------- | ---- | ---- |
| Einwohner | 2255 | 2354 |

## Verkehr
Die Stadt liegt an der Kreuzung der alten Poststraße von Berlin nach Königsberg mit dem Polenweg, der von Wieleń (Filehne) über die Netze weiter nach Tütz und Kolberg führte. Durch die Stadt führt die Landesstraße 22 (ehemalige deutsche Reichsstraße 1), die sie mit den Nachbarstädten Wałcz (Deutsch Krone) und Strzelce Krajeńskie (Friedeberg (Neumark)) verbindet. 
Es besteht ein Anschluss an die Bahnlinie Krzyż Wielkopolski (Kreuz (Ostbahn)) – Wałcz (Deutsch Krone).

## Persönlichkeiten
- Fritz Bünger (1873–1936), deutscher Kirchenhistoriker, in Schloppe geboren